# 1re série 1971/72
Die Saison 1971/72 war die 50. Spielzeit der 1re série, der höchsten französischen Eishockeyspielklasse. Meister wurde zum insgesamt 27. Mal in der Vereinsgeschichte der Chamonix Hockey Club.

## Modus
In der Hauptrunde wurde die Liga in zwei Gruppen eingeteilt (Paris-Nord und Alpes-Provence). Der Erstplatzierte der Gruppe Paris-Nord und die beiden Erstplatzierten der Alpes-Provence qualifizierten sich direkt für die Finalrunde, während der Zweitplatzierte der Gruppe Paris-Nord und der Drittplatzierte der Gruppe Alpes-Provence um den letzten verbliebenen Platz für die Finalrunde ein Entscheidungsspiel bestritten. Für einen Sieg erhielt jede Mannschaft zwei Punkte, bei einem Unentschieden gab es ein Punkt und bei einer Niederlage null Punkte.

## Hauptrunde

### Gruppe Paris-Nord
|    | Klub                          | Sp | S | U | N | T  | GT | Punkte |
| -- | ----------------------------- | -- | - | - | - | -- | -- | ------ |
| 1. | Viry-Châtillon Essonne Hockey | 6  | 6 | 0 | 0 | 63 | 14 | 18     |
| 2. | Français Volants              | 6  | 2 | 1 | 3 | 35 | 29 | 11     |
| 3. | CG Poitiers                   | 6  | 2 | 0 | 4 | 37 | 68 | 10     |
| 4. | CPM Croix                     | 6  | 1 | 1 | 4 | 26 | 50 | 9      |

Sp = Spiele, S = Siege, U = Unentschieden, N = Niederlagen

### Gruppe Alpes-Provence
|    | Klub                               | Sp | S  | U | N  | T   | GT  | Punkte |
| -- | ---------------------------------- | -- | -- | - | -- | --- | --- | ------ |
| 1. | Chamonix Hockey Club               | 12 | 12 | 0 | 0  | 107 | 16  | 36     |
| 2. | Sporting Hockey Club Saint Gervais | 12 | 8  | 1 | 3  | 69  | 29  | 29     |
| 3. | Gap Hockey Club                    | 12 | 7  | 0 | 5  | 74  | 55  | 26     |
| 4. | Ours de Villard-de-Lans            | 12 | 6  | 1 | 5  | 54  | 33  | 25     |
| 5. | Club des Sports de Megève          | 12 | 6  | 0 | 6  | 48  | 46  | 24     |
| 6. | CSG Grenoble                       | 12 | 2  | 0 | 10 | 23  | 83  | 16     |
| 7. | Diables Rouges de Briançon         | 12 | 0  | 0 | 12 | 14  | 127 | 12     |

Sp = Spiele, S = Siege, U = Unentschieden, N = Niederlagen

### Entscheidungsspiel um den Einzug in die Finalrunde
- Gap Hockey Club – Français Volants 6:3

## Zweite Saisonphase

### Finalrunde
|    | Klub                               | Sp | S | U | N | T  | GT | Punkte |
| -- | ---------------------------------- | -- | - | - | - | -- | -- | ------ |
| 1. | Chamonix Hockey Club               | 6  | 6 | 0 | 0 | 43 | 7  | 18     |
| 2. | Gap Hockey Club                    | 6  | 3 | 0 | 3 | 22 | 37 | 12     |
| 3. | Viry-Châtillon Essonne Hockey      | 5  | 2 | 0 | 3 | 21 | 22 | 9      |
| 4. | Sporting Hockey Club Saint Gervais | 5  | 0 | 0 | 5 | 7  | 27 | 5      |

Sp = Spiele, S = Siege, U = Unentschieden, N = Niederlagen

### Platzierungsrunde um Platz 5
|    | Klub                      | Sp | S | U | N | T  | GT | Punkte |
| -- | ------------------------- | -- | - | - | - | -- | -- | ------ |
| 5. | Ours de Villard-de-Lans   | 3  | 3 | 0 | 0 | 28 | 6  | 6      |
| 6. | Club des Sports de Megève | 6  | 3 | 0 | 3 | 37 | 25 | 6      |
| 7. | Français Volants          | 3  | 1 | 0 | 2 | 8  | 22 | 2      |
| 8. | CG Poitiers               | 4  | 1 | 0 | 3 | 18 | 38 | 2      |

Sp = Spiele, S = Siege, U = Unentschieden, N = Niederlagen